# Lars P. Jensen
Alf Børge Lars Peter Jensen (* 23. April 1909 in Søllerød; † 9. Oktober 1986) war ein dänischer Politiker der Socialdemokraterne, der unter anderem zwischen 1945 und seinem Tode 1966 Mitglied der Folketing, des dänischen Parlaments, war. Er war zudem Minister in mehreren Regierungen.

## Leben
Alf Børge Lars Peter Jensen, Sohn des Arbeiters und späteren Geschäftsführers der Papierarbeitergewerkschaft Lars Peter Jensen (1867–1945) sowie von Kristine Nielsen (1872–1915), absolvierte nach dem Schulbesuch in Birkerød zwischen 1924 und 1927 eine Berufsausbildung in einem Kolonialwarenhandel. Nach Abschluss der Handelsschule nahm er 1927 eine berufliche Tätigkeit als Angestellter beim Verbraucherverband (FDB) in Holbæk und war anschließend zwischen 1936 und 1939 beim FDB in Nakskov sowie von 1939 bis 1936 beim FDB in Silkeborg tätig. Daneben begann er zu Beginn der 1930er Jahre sein politisches Engagement in der Dänischen Sozialdemokratischen Jugend DSU (Danmarks Socialdemokratiske Ungdom), der Jugendorganisation der Socialdemokraterne, und fungierte zwischen 1932 und 1935 als Vorsitzender der DSU in Holbæk sowie zugleich von 1933 bis 1935 als Mitglied im Hauptvorstand der DSU. Er war seit 1940 Vorstandsmitglied sowie von 1943 bis 1944 Vorsitzender der Socialdemokraterne in Silkeborg und übernahm dieses Amt erneut 1953. Daneben engagierte er sich von 1945 bis 1950 als Vorsitzender des Jugendsportverbandes in Silkeborg sowie ferner als Mitbegründer und Mitglied des Genossenschaftsrates in Silkeborg sowie als Lehrer an der Sozialdemokratischen Arbeiterschule.
Am 30. Oktober 1945 wurde Jensen für die Sozialdemokraten erstmals Mitglied der Folketing, des dänischen Parlaments, und vertrat in dieser bis zum 1. November 1966 den Wahlkreis „Skanderborg Amtskreds“. Während seiner Parlamentszugehörigkeit war er zwischen 1953 und 1957 Mitglied sowie im Anschluss von 1957 bis 1970 stellvertretender Vorsitzender des Finanzausschusses. Ferner war er Mitglied des Zollrats und von 1954 bis 1957 Mitglied von dessen Beschwerdeausschuss. 1952 wurde er Mitglied der Zollkommission und gehörte von 1955 bis 1960 der Ausschreibungskommission als Mitglied an. Darüber hinaus war zeitweise Mitglied des Ausschusses für das Spirituosen- und Hefeprogramm sowie 1958 Mitglied des Bauausschusses für ein Fernsehhaus beim Sender Gladsaxe und engagierte sich außerdem zwischen 1959 und 1960 als Vorstandsvorsitzender des Schulheims „Himmelbjerggården“.
Im Zuge einer Umbildung der Regierung Kampmann I wurde Lars P. Jensen am 31. März 1960 als Nachfolger von Kjeld Philip Handelsminister mit der Zuständigkeit als Minister für Handel, Handwerk, Industrie und Schifffahrt (Handelsminister (minister for handel, håndværk, industri og søfart)) und bekleidete dieses Amt vom 18. November 1960 bis zu seiner Ablösung durch Hilmar Baunsgaard am 7. September 1961 auch in der Regierung Kampmann II. Im Zuge dieser Regierungsumbildung löste er wiederum Hans R. Knudsen am 7. September 1961 als Innenminister (Indenrigsminister) ab und bekleidete dieses Ministeramt zwischen dem 3. September 1962 und dem 24. September 1964 auch in der darauf folgenden Regierung Krag I. Danach übernahm er am 24. September 1964 in der Regierung Krag II wiederum den Posten als Handelsminister und verblieb auf diesem Posten bis zum 21. September 1966, woraufhin Tyge Dahlgaard seine Nachfolge antrat. Er übernahm am 15. Juli 1965 außerdem das Amt als Minister für nordische Angelegenheiten (Minister for nordiske anliggender) und bekleidete auch dieses bis zu seiner Ablösung durch Dahlgaard am 21. September 1966.
Lars P. Jensen war seit dem am 26. August 1934 mit der Näherin Erna Jacobsen (1913–?), Tochter des Tischlers Jens Carl Jacobsen (1879–1968) und Anna Margrethe Sofie Jensen (1890–1972), verheiratet.